# Dendropsophus mathiassoni
Dendropsophus mathiassoni là một loài ếch thuộc họ Nhái bén.
Đây là loài đặc hữu của Colombia.
Môi trường sống tự nhiên của chúng là xavan ẩm, vùng cây bụi ẩm khu vực nhiệt đới hoặc cận nhiệt đới, đầm nước ngọt, đầm nước ngọt có nước theo mùa, vùng đồng cỏ, vườn nông thôn, ao, đất có tưới tiêu, đất nông nghiệp có lụt theo mùa, và kênh, mương.